# Josephus Nicolaus Laurenti
Josephus Nicolaus Laurenti (4. prosince 1735 Vídeň - 17. února 1805 Vídeň) byl rakouský lékař, biolog a zoolog italského původu. Průkopník herpetologie.
Roku 1754 vystudoval lékařství ve Vídni, avšak doktorát získal až roku 1768, neboť mezitím sloužil jako polní lékař.
Byl prvním, kdo definoval třídu reptilia (plazi), a to v knize Specimen Medicum, Exhibens Synopsin Reptilium Emendatam cum Experimentis circa Venena (1768). Definoval v ní třicet rodů plazů (Carl Linnaeus jich v roce 1758 definoval pouze deset). V této práci popsal i některé nové druhy. Svůj nejslavnější objev ovšem zveřejnil v práci Il dragone (1768) napsané v italštině, kde popsal jako první macaráta jeskynního (proteus anguinus), kterého našel v jeskyních ve Slovinsku.